# Roman Kinasewich
 (juillet 2022).
Si vous disposez d'ouvrages ou d'articles de référence ou si vous connaissez des sites web de qualité traitant du thème abordé ici, merci de compléter l'article en donnant les références utiles à sa vérifiabilité et en les liant à la section « Notes et références ».
Roman Kinasewich, dit Ray Kinasewich, (né le 12 septembre 1933 à Smoky Lake, dans la province de l'Alberta, au Canada) est un joueur professionnel canadien de hockey sur glace qui évoluait au poste d'ailier droit.

## Biographie
Kinasewich joue au hockey professionnel de 1953 à 1965, avec des équipes de la Western Hockey League (WHL) et de la Ligue américaine de hockey (LAH). Il débute avec les Flyers d'Edmonton de la WHL avant de passer deux saisons (1956-1958) avec les Americans de Seattle. Ces deux saisons sont les plus productives de sa carrière : jouant à l'aile droite sur une ligne avec Guyle Fielder et Val Fonteyne, il marque 44 buts en 1956-1957 et 42 buts en 1957-1958, terminant à chaque fois meilleur buteur des Americans. Kinasewich retourne chez les Flyers pendant une saison avant de jouer pour les Bears de Hershey dans la LAH de 1959 à 1962. Il passe les trois dernières années de sa carrière avec les Flyers à nouveau, les Barons de Cleveland dans la LAH et les Totems de Seattle (WHL) avant de prendre sa retraite en 1965.
Kinasewich se tourne vers une carrière d'entraîneur la saison suivante. Il mène les Oil Kings d'Edmonton à leur deuxième victoire en Coupe Memorial en 1966. Il entraîneur ensuite les Apollos de Houston et est le premier entraîneur des Golden Eagles de Salt Lake en 1969-1970, mais il est surtout connu comme le premier entraîneur des Oilers d'Edmonton, alors connus sous le nom d'Oilers de l'Alberta, lors de leur saison inaugurale dans l'Association mondiale de hockey. Il est embauché par le propriétaire des Oilers, William Hunter, qui avait également été propriétaire des Oil Kings lorsque Kinasewich les entraînait. Cependant, après une saison, Hunter qui n'est pas satisfait du bilan des Oilers, remplace lui-même Kinasewich comme entraîneur-chef.

## Statistiques

### Joueur
| Saison    | Équipe                | Ligue |                            | Saison régulière           | Saison régulière           | Saison régulière           | Saison régulière           | Saison régulière           |                            | Séries éliminatoires       | Séries éliminatoires       | Séries éliminatoires       | Séries éliminatoires | Séries éliminatoires |
| Saison    | Équipe                | Ligue | PJ                         | B                          | A                          | Pts                        | Pun                        | PJ                         | B                          | A                          | Pts                        | Pun                        |                      |                      |
| 1950-1951 | Buffaloes de Calgary  | WCJHL | Statistiques indisponibles | Statistiques indisponibles | Statistiques indisponibles | Statistiques indisponibles | Statistiques indisponibles | Statistiques indisponibles | Statistiques indisponibles | Statistiques indisponibles | Statistiques indisponibles | Statistiques indisponibles |                      |                      |
| 1951-1952 | Buffaloes de Calgary  | WCJHL | 44                         | 20                         | 23                         | 43                         | 48                         |                            |                            |                            |                            |                            |                      |                      |
| 1952-1953 | Oil Kings d'Edmonton  | WCJHL |                            | 23                         | 18                         | 41                         | 0                          |                            |                            |                            |                            |                            |                      |                      |
| 1953-1954 | Flyers d'Edmonton     | WHL   | 1                          | 0                          | 0                          | 0                          | 0                          | --                         | --                         | --                         | --                         | --                         |                      |                      |
| 1953-1954 | Edmonton Oil Kings    | WCJHL | Statistiques indisponibles | Statistiques indisponibles | Statistiques indisponibles | Statistiques indisponibles | Statistiques indisponibles | Statistiques indisponibles | Statistiques indisponibles | Statistiques indisponibles | Statistiques indisponibles | Statistiques indisponibles |                      |                      |
| 1954-1955 | Flyers d'Edmonton     | WHL   | 3                          | 0                          | 1                          | 1                          | 0                          | --                         | --                         | --                         | --                         | --                         |                      |                      |
| 1954-1955 | Maple Leafs de Nelson | WIHL  | 39                         | 28                         | 40                         | 68                         | 64                         |                            |                            |                            |                            |                            |                      |                      |
| 1955-1956 | Flyers d'Edmonton     | WHL   | 68                         | 16                         | 17                         | 33                         | 41                         | 3                          | 0                          | 0                          | 0                          | 4                          |                      |                      |
| 1956-1957 | Americans de Seattle  | WHL   | 70                         | 44                         | 38                         | 82                         | 62                         | 6                          | 1                          | 2                          | 3                          | 17                         |                      |                      |
| 1957-1958 | Americans de Seattle  | WHL   | 70                         | 42                         | 26                         | 68                         | 40                         | 9                          | 5                          | 5                          | 10                         | 10                         |                      |                      |
| 1958-1959 | Flyers d'Edmonton     | WHL   | 63                         | 15                         | 32                         | 47                         | 40                         | 3                          | 0                          | 0                          | 0                          | 2                          |                      |                      |
| 1959-1960 | Bears de Hershey      | LAH   | 72                         | 24                         | 28                         | 52                         | 20                         | --                         | --                         | --                         | --                         | --                         |                      |                      |
| 1960-1961 | Bears de Hershey      | LAH   | 67                         | 31                         | 24                         | 55                         | 34                         | 8                          | 4                          | 4                          | 8                          | 0                          |                      |                      |
| 1961-1962 | Bears de Hershey      | LAH   | 69                         | 10                         | 25                         | 35                         | 34                         | 7                          | 2                          | 1                          | 3                          | 0                          |                      |                      |
| 1962-1963 | Flyers d'Edmonton     | WHL   | 68                         | 25                         | 32                         | 57                         | 24                         | 3                          | 0                          | 2                          | 2                          | 0                          |                      |                      |
| 1963-1964 | Barons de Cleveland   | LAH   | 72                         | 28                         | 30                         | 58                         | 46                         | 9                          | 5                          | 8                          | 13                         | 10                         |                      |                      |
| 1964-1965 | Totems de Seattle     | WHL   | 61                         | 10                         | 25                         | 35                         | 26                         | 7                          | 1                          | 0                          | 1                          | 6                          |                      |                      |

### Entraîneur
| Saison    | Équipe                     | Ligue |    | PJ | V  | D  | N                    |  | Séries éliminatoires |
| 1966-1967 | Apollos de Houston         | LCPH  | 70 | 32 | 28 | 10 | Éliminés au 1er tour |  |                      |
| 1967-1968 | Apollos de Houston         | LCPH  | 70 | 28 | 31 | 11 | Non qualifiés        |  |                      |
| 1969-1970 | Golden Eagles de Salt Lake | WHL   | 72 | 15 | 43 | 14 | Non qualifiés        |  |                      |
| 1972-1973 | Oilers de l'Alberta        | AMH   | 78 | 38 | 37 | 3  | Non qualifiés        |  |                      |